# Ksienija Moskwina
Ksienija Leonidowna Moskwina (ros. Ксения Леонидовна Москвина; ur. 29 maja 1989) – rosyjska pływaczka, mistrzyni Europy (basen 25 m).
Specjalizuje się w pływaniu stylem grzbietowym. Jej największym dotychczasowym sukcesem jest złoty medal mistrzostw Europy na krótkim basenie w Stambule w 2009 roku na 100 m tym stylem w czasie nowego rekordu Europy (56,36 s).
W 2013 roku została zdyskwalifikowana na 6 lat za powtórne złamanie przepisów antydopingowych.